# الفرقة التاسعة فلاك
الفرقة التاسعة فلاك فرقة للوفتفافه التي تم إنشاؤها في غرب فرنسا في يناير 1941. خدمت على الجبهة الشرقية قبل أن يحيط بها في ستالينجراد في نوفمبر 1942 وتدمر هناك. تم إصلاح الفرقة في فبراير 1943 في ما قبل شبه جزيرة كوبان، وقضت ما تبقى من الحرب على الجبهة الشرقية.

## ترتيب المعركة
تألفت الشعبة من الوحدات التالية في ستالينجراد ، تحت قيادة ولفجانج بيكيرت :
- الفوج الالي 37
- الفوج الالي التاسع
- فوج فلاك الميكانيكي 104
- كتيبة الإشارات الآلية 129